# Allan Bak Jensen
Allan Bak Jensen (Herning, 21 maart 1978) is een Deens voormalig profvoetballer die als middenvelder speelde.
Bak Jensen begon bij Ikast FS dat in 1999 opging in de fusieclub FC Midtjylland. In 2001 kwam hij bij sc Heerenveen waar hij met blessures kampte. Hij werd in 2002 aan zijn oude club verhuurd en kwam in het seizoen 2002/03 niet meer aan spelen toe. Medio 2003 werd in onderling overleg zijn contract ontbonden. Bak Jensen werd hierna spelersmakelaar.